# 278513 Schwope
278513 Schwope este un asteroid din centura principală de asteroizi.

## Descriere
278513 Schwope este un asteroid din centura principală de asteroizi. A fost descoperit pe 14 februarie 2008 la Inastars de B. Thinius. Asteroidul prezintă o orbită caracterizată de o semiaxă mare de 2,39 ua, o excentricitate de 0,21 și o înclinație de 9,3° în raport cu ecliptica.